# Aden Adde nemzetközi repülőtér
Az Aden Adde nemzetközi repülőtér (IATA: MGQ, ICAO: HCMM) Szomália egyik nemzetközi repülőtere, amely Banaadir közelében található. 

## Futópályák
A repülőtér futópályái:
- 05/23

## Forgalom
Az utasforgalom az elmúlt években az alábbi módon változott:

## Légitársaságok és úticélok
2023-ban a Aden Adde nemzetközi repülőtérről az alábbi járatok indulnak:
| Légitársaság            | Célállomások |
| ----------------------- | --- |
| African Express Airways | Bosaso, Garowe, Hargeysa, Kismayo, Nairobi–Jomo Kenyatta                                                                        |
| Air Djibouti            | Djibouti |
| Daallo Airlines         | Bosaso, Djibouti, Dubai–International, Hargeysa, Jeddah, Nairobi–Jomo Kenyatta                                                  |
| Ethiopian Airlines      | Addis Ababa, Jijiga |
| flydubai                | Dubai–International |
| Jambojet                | Nairobi–Jomo Kenyatta |
| Jubba Airways           | Adado, Baidoa, Bosaso, Djibouti, Dubai–International, Galkayo, Garowe, Guriel, Hargeysa, Jeddah, Kismayo, Nairobi–Jomo Kenyatta |
| Qatar Airways           | Doha |
| Turkish Airlines        | Istanbul |
| Uganda Airlines         | Entebbe |